# Samuel L. Katz
Samuel Lawrence Katz (* 29. Mai 1927 in Manchester, New Hampshire; † 31. Oktober 2022 in Chapel Hill, North Carolina) war ein US-amerikanischer Mediziner (Pädiatrie), Virologe und Impfstoffentwickler.

## Werdegang
Katz studierte am Dartmouth College mit dem Bachelor-Abschluss 1948 und an der Harvard University mit der Promotion in Medizin (M.D.) 1952. Seine Facharztausbildung in Pädiatrie absolvierte er in Boston am Beth Israel Hospital (wo er 1958 bis 1961 die Pädiatrie leitete), dem Massachusetts General Hospital und dem Boston Children’s Hospital. Ab 1958 lehrte er auch an der Harvard Medical School, wo er 1963 bis 1968 Assistant Professor war.  Außerdem leitete er 1961 bis 1968 die Abteilung Neugeborene am Boston Children’s Hospital und forschte dort in der Abteilung Infektionskrankheiten. 1968 bis 1990 war er Professor für Pädiatrie (und Leiter der Pädiatrie) an der Duke University Medical School.
Am Boston Children’s Hospital war er bei John F. Enders und entwickelte mit ihm einen noch heute verwendeten Masernimpfstoff. Er war auch an Studien über viele andere Infektionskrankheiten und Impfstoffe für diese beteiligt (Polio, Vacciniavirus, Grippe, Haemophilus influenzae b-Infektion, Röteln, Keuchhusten, HIV).
2015 erhielt er den Maxwell Finland Award, 1988 den Bristol Award und 2000 den John Howland Award. 1986/87 war er Präsident der American Pediatric Society. Er war Mitglied des Institute of Medicine der National Academies. 2003 erhielt er die Albert B. Sabin Gold Medal. Er war Vorsitzender des Beratungskomitees für Impfungen der CDC.